# Бобровка (река, впадает в Жарково)
Бобровка — река в Шегарском районе Томской области России. Длина реки составляет 24 км.
Начинается в болоте Чистом юго-восточнее села Вознесенка. Течёт сначала на северо-восток в окружении болот, потом — в восточном направлении через берёзовый лес. В низовьях направление течения — южное, ландшафт представлен заболоченным сосняком. Устье реки находится на высоте 72,8 метра над уровнем моря в северной части озера Жарково, соединённого короткой протокой с Обью, в селе Трубачево. Прибрежные болота в среднем течении Бобровки подвергнуты мелиорации.
Основной приток — река Чубыр — впадает слева.

## Данные водного реестра
По данным государственного водного реестра России относится к Верхнеобскому бассейновому округу, водохозяйственный участок реки — Обь от Новосибирского гидроузла до впадения реки Чулым, без рек Иня и Томь, речной подбассейн реки — бассейны притоков (Верхней) Оби до впадения Томи. Речной бассейн реки — (Верхняя) Обь до впадения Иртыша.
Код водного объекта — 13010200712115200007298.